# مردان واقعی (فیلم)
مردان واقعی (انگلیسی: The Right Stuff) فیلمی در ژانر ماجراجویی به کارگردانی فیلیپ کافمن است که در سال ۱۹۸۳ منتشر شد.

## بازیگران
- فرد وارد
- دنیس کواید
- اد هریس
- اسکات گلن
- سام شپارد
- باربارا هرشی
- لانس هنریکسن
- ورونیکا کارترایت
- هری شیرر
- جف گلدبلوم
- کیم استنلی
- پاملا رید
- ماری جو دشانل
- دونالد موفات
- اسکات ویلسون
- کتی بیکر
- جان پی. رایان
- ویلیام راس
- لیون هلم
- آناستاس میکویان
- اد سالیوان
- گئورگی مالنکوف
- جان اف. کندی
- کلیمنت ووراشیلوف
- لیندون بی. جانسون
- نیکیتا خروشچف
- نیکلای بولگانین
- رویال دانو
- یوری گاگارین

## جوایز
- برنده جایزه اسکار بهترین موسیقی فیلم
- برنده جایزه اسکار بهترین تدوین فیلم
- برنده جایزه اسکار بهترین صدابرداری
- برنده جایزه اسکار بهترین صداگذاری